# Malo Konare
Malo Konare (bulgariska: Мало Конаре) är ett distrikt i Bulgarien.   Det ligger i kommunen Obsjtina Pazardzjik och regionen Pazardzjik, i den centrala delen av landet, 110 km sydost om huvudstaden Sofia.
Trakten runt Malo Konare består till största delen av jordbruksmark. Runt Malo Konare är det ganska tätbefolkat, med 199 invånare per kvadratkilometer.